# Konsistenz (Speisen)
Konsistenz ist in der Kochkunst bei Gerichten, deren Beilagen und Garnituren der Grad der Festigkeit von Zutaten.

## Allgemeines
Die Konsistenz von Speisen ist vergleichbar mit dem Aggregatzustand von Stoffen in der Physik. Manche Autoren sehen Konsistenz und Aggregatzustand sogar als Synonyme an. Speisen beinhalten über den Aggregatzustand hinaus auch Merkmale wie Aroma, Aussehen, Geschmack, Geruch, Kerntemperatur und Konsistenz. Warmspeisen entwickeln meist stärkere Gerüche als kalte. Die richtige Konsistenz wird durch individuelle Zubereitung erreicht. Jeder Einfluss von Wärme durch Garen oder Kälte durch Gefrieren beeinflusst die Konsistenz. Nicht nur der Geschmack und Geruch, sondern auch die Erfahrung der mehr oder weniger großen Festigkeit einer Speise beim Verzehr ist ein Moment, das zum Essgenuss mit beiträgt. Bereits der Mediziner Theodor Weyl stellte 1893 fest, dass bei Speisen nach deren Menge auch die Form und Konsistenz von beachtenswerter Bedeutung sei.

## Stufen der Konsistenz
Zu unterscheiden ist zwischen mehreren Stufen der Konsistenz. Eine Speise kann flüssig (Suppen), breiig (Eintopf, Pürees), cremig (Saucen), weich (Speiseeis), zart (Speisefisch), al dente (Teigwaren, Gemüse oder Reis), bissfest (Fleisch), knusprig (Backwaren) oder zäh (Krustentiere, Schalentiere) sein. Viele dieser Stufen, insbesondere bei Fleischgerichten, hängen von deren vorheriger Behandlung der Zutaten während der Vorbereitung und der bei der Zubereitung verwendeten Kerntemperatur ab. Bereits Zutaten haben unterschiedliche Konsistenz. Bei Tierfetten beispielsweise unterscheidet man hinsichtlich ihrer Konsistenz Öle, Fette und Talge. Durch die Zubereitung ändert sich die Konsistenz: Eier werden hart, Fleisch und Gemüse werden weich, und deshalb lässt sich die Nahrung leichter kauen. Dadurch, dass die Nahrung bei der Zubereitung chemisch aufgeschlossen wird, wird sie auch leichter verdaulich. Die optimale Konsistenz wird mit dem Garpunkt erreicht. Diesen genau zu treffen, gehört zur Kochkunst im engeren Sinn. Für Warmspeisen gibt es mehr Konsistenz-Stufen als für Kaltspeisen. 
Verschiedene Käsearten lassen sich beispielsweise nach individuellen Konsistenzgraden unterscheiden: Weichkäse, halbfester Schnittkäse, Schnittkäse oder Hartkäse.

## Auswirkung
Die Konsistenz ist beim Verspeisen durch die Benutzung von unterschiedlichem Essbesteck (flüssige mit Löffel, weiche bis feste mit Gabel und Messer) zu berücksichtigen. Sie hat Einfluss auf die Verdauung, denn flüssige Speisen werden schneller verdaut als feste. Je härter die Konsistenz der Speisen, umso schwerer bekömmlich erweisen sie sich.
Bei allen Speisen hängt die „richtige“ Konsistenz auch von den Erwartungen und dem Mundgefühl des Gastes ab, besitzt also auch eine subjektive Komponente. Alle fünf Sinne sind bei der Nahrungsaufnahme beteiligt. Die Konsistenz von Speisen wird vor allem im Mund durch das Mundgefühl wahrgenommen, sie ist damit Teil der haptischen Wahrnehmung. Zunächst lassen sich während des Essens Rückschlüsse auf die Form der Speise ziehen, die sich durch Kauen, Beißen oder Lutschen nach und nach verändert. Die Kraft, die dabei aufzuwenden ist, ist von der ursprünglichen Konsistenz abhängig. Hat sich ein Gast bei nicht flüssigen Speisen lange Zeit an eine gewisse Form und Konsistenz gewöhnt, so erscheint ihm eine zu weiche oder zu hart gekochte als weniger schmackhaft, weil ihm seine Erwartung als Maßstab dient.